# Wawu furcatus
Wawu furcatus är en tvåvingeart som först beskrevs av Kertesz 1915.  Wawu furcatus ingår i släktet Wawu och familjen lövflugor. Inga underarter finns listade i Catalogue of Life.